# Équipe d'Argentine féminine de football à la Coupe du monde 2019
L'équipe d'Argentine féminine de football participe à la Coupe du monde de 2019 organisée en France du 7 juin 2019 au 7 juillet 2019.

## Qualification
L'Argentine se qualifie grâce à sa troisième place à la Copa América 2018 qui lui permet de participer au barrage CONCACAF-CONMEBOL contre le Panama qui a fini quatrième du Championnat de la CONCACAF 2018. L'Argentine remporte alors le match aller 4 à 0 et fait un match nul pour le match retour avec un but partout, elle obtient donc sa place pour la Coupe du Monde.

## Préparation

### Maillot
Pendant la Coupe du Monde féminine 2019, l'équipe d'Argentine porte un maillot confectionné par l'équipementier Adidas. Le maillot domicile est blanc avec deux bandes bleu clair sur les côtés. Le maillot extérieur est bleu foncé.

## Joueuses et encadrement technique
La sélection finale est annoncée le 22 mai 2019[réf. nécessaire].

## Compétition
Pour un article plus général, voir Coupe du monde féminine de football 2019.

### Format et tirage au sort
Les 24 équipes qualifiées pour la Coupe du monde sont réparties en quatre chapeaux de six équipes. Lors du tirage au sort, six groupes de quatre équipes sont formés, les quatre équipes de chaque groupe provenant chacune d'un chapeau différent. Celles-ci s'affrontent une fois chacune : à la fin des trois journées, les deux premiers de chaque groupe sont qualifiés pour les huitièmes de finale, ainsi que les quatre meilleurs troisième de groupe.
L'Argentine est placée dans le chapeau 4. Celui-ci contient les équipes africaines (Jamaïque, Afrique du Sud, Cameroun et Nigeria) aux côtés de deux sud-américaines (Chili et Argentine).
Le tirage donne alors pour adversaires l'Écosse, le Japon et l'Angleterre.

### Premier tour - Groupe D
| Rang | Équipe     | Pts | J | G | N | P | Bp | Bc | Diff |
| ---- | ---------- | --- | - | - | - | - | -- | -- | ---- |
| 1    | Angleterre | 9   | 3 | 3 | 0 | 0 | 5  | 1  | +4   |
| 2    | Japon      | 4   | 3 | 1 | 1 | 1 | 2  | 3  | -1   |
| 3    | Argentine  | 2   | 3 | 0 | 2 | 1 | 3  | 4  | -1   |
| 4    | Écosse     | 1   | 3 | 0 | 1 | 2 | 5  | 7  | -2   |

#### Argentine - Japon
| Match 8            | Argentine | 0 - 0   | Japon                                     | Parc des Princes, Paris                                                            |                                                                                    |
| 10 juin 2019 18:00 |           | (0 - 0) |                                           | Spectateurs : 25 055 Arbitrage : Stéphanie Frappart Arbitre vidéo : Clément Turpin | Spectateurs : 25 055 Arbitrage : Stéphanie Frappart Arbitre vidéo : Clément Turpin |
| 10 juin 2019 18:00 |           | Rapport | 38e Shimizu · 45+1e Sugita · 85e Iwabuchi | Spectateurs : 25 055 Arbitrage : Stéphanie Frappart Arbitre vidéo : Clément Turpin | Spectateurs : 25 055 Arbitrage : Stéphanie Frappart Arbitre vidéo : Clément Turpin |

| Argentine | Japon |

| ARGENTINE :     |    |                      |  |     |
|                 |    |                      |  |     |
| Gardien de but  | 1  | Vanina Correa        |  |     |
|                 | 13 | Virginia Gómez       |  |     |
|                 | 2  | Agustina Barroso     |  |     |
|                 | 6  | Aldana Cometti       |  |     |
|                 | 3  | Eliana Stábile       |  |     |
|                 | 16 | Lorena Benítez       |  | 79e |
|                 | 8  | Ruth Bravo           |  | 64e |
|                 | 14 | Miriam Mayorga       |  |     |
|                 | 10 | Estefanía Banini     |  |     |
|                 | 11 | Florencia Bonsegundo |  | 77e |
|                 | 9  | Sole Jaimes          |  |     |
| Remplaçantes :  |    |                      |  |     |
|                 | 5  | Vanesa Santana       |  | 64e |
|                 | 19 | Mariana Larroquette  |  | 77e |
|                 | 17 | Mariela Coronel      |  | 79e |
| Sélectionneur : |    |                      |  |     |
| Carlos Borrello |    |                      |  |     |

| JAPON :          |    |                 |       |     |
|                  |    |                 |       |     |
| Gardien de but   | 18 | Ayaka Yamashita |       |     |
|                  | 22 | Risa Shimizu    | 38e   |     |
|                  | 4  | Saki Kumagai    |       |     |
|                  | 12 | Moeka Minami    |       |     |
|                  | 3  | Aya Sameshima   |       |     |
|                  | 7  | Emi Nakajima    |       | 74e |
|                  | 6  | Hina Sugita     | 45+1e |     |
|                  | 17 | Narumi Miura    |       |     |
|                  | 14 | Yui Hasegawa    |       |     |
|                  | 9  | Yuika Sugasawa  |       | 90e |
|                  | 20 | Kumi Yokoyama   |       | 57e |
| Remplaçantes :   |    |                 |       |     |
|                  | 8  | Mana Iwabuchi   | 85e   | 57e |
|                  | 19 | Jun Endo        |       | 74e |
|                  | 13 | Saori Takarada  |       | 90e |
| Sélectionneuse : |    |                 |       |     |
| Asako Takakura   |    |                 |       |     |

| Assistantes : Manuela Nicolosi Michelle O'Neill Quatrième arbitre : Anna-Marie Keighley Arbitre vidéo : Clément Turpin Assistants arbitre vidéo : Kathryn Nesbitt Carlos del Cerro Grande Femme du Match : Estefanía Banini |

#### Angleterre - Argentine
| Match 20           | Angleterre         | 1 - 0   | Argentine                 | Stade Océane, Le Havre                                                  |                                                                         |
| 14 juin 2019 21:00 | (Mead ) Taylor 62e | (0 - 0) |                           | Spectateurs : 20 294 Arbitrage : Qin Liang Arbitre vidéo : Felix Zwayer | Spectateurs : 20 294 Arbitrage : Qin Liang Arbitre vidéo : Felix Zwayer |
| 14 juin 2019 21:00 | Moore 45+2e        | Rapport | 39e Cometti · 69e Barroso | Spectateurs : 20 294 Arbitrage : Qin Liang Arbitre vidéo : Felix Zwayer | Spectateurs : 20 294 Arbitrage : Qin Liang Arbitre vidéo : Felix Zwayer |

| Angleterre | Argentine |

| ANGLETERRE :    |    |                 |       |     |
|                 |    |                 |       |     |
| Gardien de but  | 13 | Carly Telford   |       |     |
|                 | 2  | Lucy Bronze     |       |     |
|                 | 5  | Steph Houghton  |       |     |
|                 | 15 | Abbie McManus   |       |     |
|                 | 3  | Alex Greenwood  |       |     |
|                 | 22 | Beth Mead       |       | 81e |
|                 | 16 | Jade Moore      | 45+2e |     |
|                 | 8  | Jill Scott      |       |     |
|                 | 10 | Fran Kirby      |       | 89e |
|                 | 9  | Jodie Taylor    |       |     |
|                 | 7  | Nikita Parris   |       | 87e |
| Remplaçantes :  |    |                 |       |     |
|                 | 19 | Georgia Stanway |       | 81e |
|                 | 17 | Rachel Daly     |       | 87e |
|                 | 20 | Karen Carney    |       | 89e |
| Sélectionneur : |    |                 |       |     |
| Phil Neville    |    |                 |       |     |

| ARGENTINE :     |    |                      |     |     |
|                 |    |                      |     |     |
| Gardien de but  | 1  | Vanina Correa        |     |     |
|                 | 4  | Adriana Sachs        |     |     |
|                 | 2  | Agustina Barroso     | 69e |     |
|                 | 6  | Aldana Cometti       | 39e |     |
|                 | 3  | Eliana Stábile       |     |     |
|                 | 14 | Miriam Mayorga       |     |     |
|                 | 8  | Ruth Bravo           |     |     |
|                 | 16 | Lorena Benítez       |     | 77e |
|                 | 10 | Estefanía Banini     |     | 68e |
|                 | 11 | Florencia Bonsegundo |     |     |
|                 | 9  | Sole Jaimes          |     | 90e |
| Remplaçantes :  |    |                      |     |     |
|                 | 19 | Mariana Larroquette  |     | 68e |
|                 | 5  | Vanesa Santana       |     | 77e |
|                 | 7  | Yael Oviedo          |     | 90e |
| Sélectionneur : |    |                      |     |     |
| Carlos Borrello |    |                      |     |     |

| Assistantes : Fang Yan Kim Kyong Min Quatrième arbitre : Ri Hyang Ok Cinquième arbitre : Hong Kum Nyo Arbitre vidéo : Felix Zwayer Assistants arbitre vidéo : Katrin Rafalski Sascha Stegemann Femme du Match : Vanina Correa |

#### Écosse - Argentine
| Match 32           | Écosse                                    | 3 - 3   | Argentine                                                    | Parc des Princes, Paris                      |                                              |
| 19 juin 2019 21:00 | Little 19e · Beattie 49e · Cuthbert 69e   | (1 - 0) | 74e Menéndez · 79e (csc) Alexander · 90+4e (pen.) Bonsegundo | Spectateurs : 28 205 Arbitrage : Ri Hyang-ok | Spectateurs : 28 205 Arbitrage : Ri Hyang-ok |
| 19 juin 2019 21:00 | Cuthbert 85e · Weir 86e · Alexander 90+3e | Rapport | 75e Larroquette                                              | Spectateurs : 28 205 Arbitrage : Ri Hyang-ok | Spectateurs : 28 205 Arbitrage : Ri Hyang-ok |

| Écosse | Argentine |

| ÉCOSSE :         |    |                  |     |     |
|                  |    |                  |     |     |
| Gardien de but   | 1  | Lee Alexander    | 93e |     |
|                  | 2  | Kirsty Smith     |     | 86e |
|                  | 4  | Rachel Corsie    |     |     |
|                  | 5  | Jennifer Beattie |     |     |
|                  | 3  | Nicola Docherty  |     |     |
|                  | 8  | Kim Little       |     |     |
|                  | 10 | Leanne Crichton  |     |     |
|                  | 9  | Caroline Weir    | 86e |     |
|                  | 11 | Lisa Evans       |     | 86e |
|                  | 22 | Erin Cuthbert    | 85e |     |
|                  | 18 | Claire Emslie    |     |     |
| Remplaçantes :   |    |                  |     |     |
|                  | 15 | Sophie Howard    |     | 86e |
|                  | 20 | Fiona Brown      |     | 86e |
| Sélectionneuse : |    |                  |     |     |
| Shelley Kerr     |    |                  |     |     |

| ARGENTINE :     |    |                      |     |     |
|                 |    |                      |     |     |
| Gardien de but  | 1  | Vanina Correa        |     |     |
|                 | 8  | Ruth Bravo           |     |     |
|                 | 2  | Agustina Barroso     |     |     |
|                 | 6  | Aldana Cometti       |     |     |
|                 | 3  | Eliana Stábile       |     |     |
|                 | 19 | Mariana Larroquette  | 75e |     |
|                 | 5  | Vanesa Santana       |     | 82e |
|                 | 16 | Lorena Benítez       |     |     |
|                 | 11 | Florencia Bonsegundo |     |     |
|                 | 10 | Estefanía Banini     |     | 60e |
|                 | 9  | Sole Jaimes          |     | 70e |
| Remplaçantes :  |    |                      |     |     |
|                 | 22 | Milagros Menéndez    |     | 60e |
|                 | 20 | Dalila Ippólito      |     | 70e |
|                 | 14 | Miriam Mayorga       |     | 82e |
| Sélectionneur : |    |                      |     |     |
| Carlos Borrello |    |                      |     |     |

| Assistantes : Hong Kum-nyo Kim Kyoung-min Quatrième arbitre : Lidya Tafesse Abebe Cinquième arbitre : Makoto Bozono Arbitre vidéo : Bastian Dankert Assistants arbitre vidéo : Drew Fischer Katrin Rafalski Femme du Match : Erin Cuthbert |

## Temps de jeu
| Joueuses             |            |            |            | TT         | But inscrit | Passe décisive | MJ         | MT         | Légende |
| -------------------- | ---------- | ---------- | ---------- | ---------- | ----------- | -------------- | ---------- | ---------- | --- |
| Gardiennes           | Gardiennes | Gardiennes | Gardiennes | Gardiennes | Gardiennes  | Gardiennes     | Gardiennes | Gardiennes | Abréviations et symboles : TT : Total de minutes jouées MJ : Nombre de matchs joués MT : Matchs joués en tant que titulaire : but : passe décisive : joueuse entrée : joueuse remplacée : capitaine : carton jaune : carton rouge |
| Vanina Correa        | 90         | 90         | 90         | 270        | -           | -              | 3          | 3          | Abréviations et symboles : TT : Total de minutes jouées MJ : Nombre de matchs joués MT : Matchs joués en tant que titulaire : but : passe décisive : joueuse entrée : joueuse remplacée : capitaine : carton jaune : carton rouge |
| Gabriela Garton      | -          | -          | -          | -          | -           | -              | -          | -          | Abréviations et symboles : TT : Total de minutes jouées MJ : Nombre de matchs joués MT : Matchs joués en tant que titulaire : but : passe décisive : joueuse entrée : joueuse remplacée : capitaine : carton jaune : carton rouge |
| Solana Pereyra       | -          | -          | -          | -          | -           | -              | -          | -          | Abréviations et symboles : TT : Total de minutes jouées MJ : Nombre de matchs joués MT : Matchs joués en tant que titulaire : but : passe décisive : joueuse entrée : joueuse remplacée : capitaine : carton jaune : carton rouge |
| Défenseures          |            |            |            |            |             |                |            |            | Abréviations et symboles : TT : Total de minutes jouées MJ : Nombre de matchs joués MT : Matchs joués en tant que titulaire : but : passe décisive : joueuse entrée : joueuse remplacée : capitaine : carton jaune : carton rouge |
| Agustina Barroso     | 90         | 90         | 90         | 270        | -           | -              | 3          | 3          | Abréviations et symboles : TT : Total de minutes jouées MJ : Nombre de matchs joués MT : Matchs joués en tant que titulaire : but : passe décisive : joueuse entrée : joueuse remplacée : capitaine : carton jaune : carton rouge |
| Eliana Stábile       | 90         | 90         | 90         | 270        | -           | -              | 3          | 3          | Abréviations et symboles : TT : Total de minutes jouées MJ : Nombre de matchs joués MT : Matchs joués en tant que titulaire : but : passe décisive : joueuse entrée : joueuse remplacée : capitaine : carton jaune : carton rouge |
| Adriana Sachs        | -          | 90         | -          | 90         | -           | -              | 1          | 1          | Abréviations et symboles : TT : Total de minutes jouées MJ : Nombre de matchs joués MT : Matchs joués en tant que titulaire : but : passe décisive : joueuse entrée : joueuse remplacée : capitaine : carton jaune : carton rouge |
| Aldana Cometti       | 90         | 90         | 90         | 270        | -           | -              | 3          | 3          | Abréviations et symboles : TT : Total de minutes jouées MJ : Nombre de matchs joués MT : Matchs joués en tant que titulaire : but : passe décisive : joueuse entrée : joueuse remplacée : capitaine : carton jaune : carton rouge |
| Virginia Gómez       | 90         | -          | -          | 90         | -           | -              | 1          | 1          | Abréviations et symboles : TT : Total de minutes jouées MJ : Nombre de matchs joués MT : Matchs joués en tant que titulaire : but : passe décisive : joueuse entrée : joueuse remplacée : capitaine : carton jaune : carton rouge |
| Gabriela Chávez      | -          | -          | -          | -          | -           | -              | -          | -          | Abréviations et symboles : TT : Total de minutes jouées MJ : Nombre de matchs joués MT : Matchs joués en tant que titulaire : but : passe décisive : joueuse entrée : joueuse remplacée : capitaine : carton jaune : carton rouge |
| Natalie Juncos       | -          | -          | -          | -          | -           | -              | -          | -          | Abréviations et symboles : TT : Total de minutes jouées MJ : Nombre de matchs joués MT : Matchs joués en tant que titulaire : but : passe décisive : joueuse entrée : joueuse remplacée : capitaine : carton jaune : carton rouge |
| Milieux              |            |            |            |            |             |                |            |            | Abréviations et symboles : TT : Total de minutes jouées MJ : Nombre de matchs joués MT : Matchs joués en tant que titulaire : but : passe décisive : joueuse entrée : joueuse remplacée : capitaine : carton jaune : carton rouge |
| Vanesa Santana       | 26         | 13         | 82         | 121        | -           | -              | 3          | 1          | Abréviations et symboles : TT : Total de minutes jouées MJ : Nombre de matchs joués MT : Matchs joués en tant que titulaire : but : passe décisive : joueuse entrée : joueuse remplacée : capitaine : carton jaune : carton rouge |
| Ruth Bravo           | 64         | 90         | 90         | 244        | -           | -              | 3          | 3          | Abréviations et symboles : TT : Total de minutes jouées MJ : Nombre de matchs joués MT : Matchs joués en tant que titulaire : but : passe décisive : joueuse entrée : joueuse remplacée : capitaine : carton jaune : carton rouge |
| Estefanía Banini     | 90         | 68         | 60         | 218        | -           | -              | 3          | 3          | Abréviations et symboles : TT : Total de minutes jouées MJ : Nombre de matchs joués MT : Matchs joués en tant que titulaire : but : passe décisive : joueuse entrée : joueuse remplacée : capitaine : carton jaune : carton rouge |
| Florencia Bonsegundo | 77         | 90         | 90         | 257        | 1           | -              | 3          | 3          | Abréviations et symboles : TT : Total de minutes jouées MJ : Nombre de matchs joués MT : Matchs joués en tant que titulaire : but : passe décisive : joueuse entrée : joueuse remplacée : capitaine : carton jaune : carton rouge |
| Miriam Mayorga       | 90         | 90         | 8          | 188        | -           | -              | 3          | 2          | Abréviations et symboles : TT : Total de minutes jouées MJ : Nombre de matchs joués MT : Matchs joués en tant que titulaire : but : passe décisive : joueuse entrée : joueuse remplacée : capitaine : carton jaune : carton rouge |
| Lorena Benítez       | 79         | 77         | 90         | 246        | -           | -              | 3          | 3          | Abréviations et symboles : TT : Total de minutes jouées MJ : Nombre de matchs joués MT : Matchs joués en tant que titulaire : but : passe décisive : joueuse entrée : joueuse remplacée : capitaine : carton jaune : carton rouge |
| Mariela Coronel      | 11         | -          | -          | 11         | -           | -              | 1          | -          | Abréviations et symboles : TT : Total de minutes jouées MJ : Nombre de matchs joués MT : Matchs joués en tant que titulaire : but : passe décisive : joueuse entrée : joueuse remplacée : capitaine : carton jaune : carton rouge |
| Mariana Larroquette  | 13         | 22         | 90         | 125        | -           | -              | 3          | 1          | Abréviations et symboles : TT : Total de minutes jouées MJ : Nombre de matchs joués MT : Matchs joués en tant que titulaire : but : passe décisive : joueuse entrée : joueuse remplacée : capitaine : carton jaune : carton rouge |
| Dalila Ippólito      | -          | -          | 20         | 20         | -           | 1              | 1          | -          | Abréviations et symboles : TT : Total de minutes jouées MJ : Nombre de matchs joués MT : Matchs joués en tant que titulaire : but : passe décisive : joueuse entrée : joueuse remplacée : capitaine : carton jaune : carton rouge |
| Attaquantes          |            |            |            |            |             |                |            |            | Abréviations et symboles : TT : Total de minutes jouées MJ : Nombre de matchs joués MT : Matchs joués en tant que titulaire : but : passe décisive : joueuse entrée : joueuse remplacée : capitaine : carton jaune : carton rouge |
| Yael Oviedo          | -          | 0          | -          | 0          | -           | -              | 1          | -          | Abréviations et symboles : TT : Total de minutes jouées MJ : Nombre de matchs joués MT : Matchs joués en tant que titulaire : but : passe décisive : joueuse entrée : joueuse remplacée : capitaine : carton jaune : carton rouge |
| Sole Jaimes          | 90         | 90         | 70         | 250        | -           | -              | 3          | 3          | Abréviations et symboles : TT : Total de minutes jouées MJ : Nombre de matchs joués MT : Matchs joués en tant que titulaire : but : passe décisive : joueuse entrée : joueuse remplacée : capitaine : carton jaune : carton rouge |
| Belén Potassa        | -          | -          | -          | -          | -           | -              | -          | -          | Abréviations et symboles : TT : Total de minutes jouées MJ : Nombre de matchs joués MT : Matchs joués en tant que titulaire : but : passe décisive : joueuse entrée : joueuse remplacée : capitaine : carton jaune : carton rouge |
| Milagros Menéndez    | -          | -          | 30         | 30         | 1           | -              | 1          | -          | Abréviations et symboles : TT : Total de minutes jouées MJ : Nombre de matchs joués MT : Matchs joués en tant que titulaire : but : passe décisive : joueuse entrée : joueuse remplacée : capitaine : carton jaune : carton rouge |
| Total                |            |            |            |            |             |                |            |            | Abréviations et symboles : TT : Total de minutes jouées MJ : Nombre de matchs joués MT : Matchs joués en tant que titulaire : but : passe décisive : joueuse entrée : joueuse remplacée : capitaine : carton jaune : carton rouge |
| Équipe d'Argentine   | 90         | 90         | 90         | 270        | 2           | 1              | 3          | -          | Abréviations et symboles : TT : Total de minutes jouées MJ : Nombre de matchs joués MT : Matchs joués en tant que titulaire : but : passe décisive : joueuse entrée : joueuse remplacée : capitaine : carton jaune : carton rouge |

### Autres références
1. ↑  « Tous les maillots de football coupe du monde féminine 2019 », sur ouest-france.fr (consulté le 11 janvier 2020)